# Jevgenij Primakov
Jevgenij Maksimovitj Primakov (ryska: Евгений Максимович Примаков), född 29 oktober 1929 i Kiev, Ukrainska SSR, Sovjetunionen (nuvarande Ukraina), död 26 juni 2015 i Moskva, var en rysk politiker, akademiker, orientalist och diplomat. Han var Rysslands premiärminister 1998–1999.

## Biografi
Primakov, som föddes i Kiev och växte upp i Tbilisi i Georgiska SSR, tog 1953 examen i arabiska vid institutet för orientaliska studier i Moskva. Han arbetade 1956–70 som journalist och utrikeskorrespondent med fokus på Mellanöstern för Pravda. Därefter kom han att verka som forskare vid Sovjetunionens vetenskapsakademi, och ledde 1977–85 vetenskapsakademiens institut för orientaliska studier. 
Primakov inledde sin politiska karriär 1989, och tjänstgjorde bland annat som ledamot av Sovjetunionens presidentråd under Michail Gorbatjov. Han utsågs även till sovjetiskt sändebud i Irak, där han spelade en framträdande roll i försöken att avvärja Kuwaitkrigets utbrott 1991. Efter Sovjetunionens upplösning var han chef för Ryska federationens yttre underrättelsetjänst (SVR) 1991–1996, utrikesminister 1996–1998 och premiärminister augusti 1998–maj 1999. Som premiärminister genomdrev Primakov flera åtgärder, bland annat en skattereform, för att hantera Rysslands krisande ekonomi under det sena 90-talet. Han kom även att motsätta sig Natos bombningar av Jugoslavien 1999.
Primakov offentliggjorde hösten 1999 sin kandidatur i presidentvalet 2000 som efterträdare till Boris Jeltsin. Efter att stödet för Vladimir Putin snabbt ökade valde dock Primakov att dra tillbaka sin kandidatur den 4 februari 2000, bara två månader före presidentvalet. 
Primakov avled 2015, 85 år gammal.

## Utmärkelser

### Sovjetunionen
- Arbetets Röda Fanas orden, 1975[3]
- Folkens vänskapsorden, 1979[3]
- Hederstecknets orden, 1985[3]
- Sovjetunionens statliga pris, 1980.[3]

### Ryssland
- Fäderneslandets förtjänstorden
  -  Tredje klassen, 1995[3]
  -  Andra klassen, 1998[3]
  -  Första klassen, 2009[3]
- Ärans orden, 2004[4]
- Alexander Nevskij-orden, 2014[3]
- Ryska federationens statliga pris, 2013[3]

### Utländska utmärkelser
- Tadzjikiska Vänskapsorden, 1999[3]
- Femte klassen av Ukrainska Furst Jaroslav den vises orden, 2004[3]
- Belarusiska Orden för folkens vänskap, 2005[3]
- Kirgiziska Danakerorden, 2005[3]
- Första klassen av Kazakiska Vänskapsorden, 2007[3]
- Stora hedersdekorationen i guld med ordensband av Österrikiska förtjänstorden, 2007[5]
- Storkorset av Chilenska Bernardo O'Higgins-orden, 2009[6]
- Palestinska Jerusalems stjärnas orden, 2014[7]